# Might Is Right
Might Is Right or The Survival of the Fittest ist ein erstmals im Jahre 1890  unter dem Pseudonym Ragnar Redbeard veröffentlichtes Buch, das sozialdarwinistische Ideen vertritt.

## Inhalt
Redbeard lehnt Menschen- und Naturrechte ab und behauptet, dass nur Stärke und körperliche Macht die Moral herausbilden.

## Rezension
Der libertäre Historiker James J. Martin beschrieb es als „sicherlich eine der aufwieglerischsten Arbeiten, die jemals veröffentlicht wurden“. Die Satanische Bibel von Anton Szandor LaVey, dem Gründer der Church of Satan, beinhaltet unter anderem plagiierte Passagen aus Might Is Right.

## Verfasser
Einige Autoren wie zum Beispiel der britische Anarchist S. E. Parker vermuten den Autor im Neuseeländer Arthur Desmond, einem prominenten und radikalen Verfechter der von Henry George konzipierten Einheitssteuer.
Andere vermuten in Jack London den Verfasser. Genau wie bei Desmond ist die politische Differenz groß, Londons politischer Aktivismus begann mit der Mitgliedschaft in der marxistischen Socialist Labor Party of America und endete mit der Mitgliedschaft in der Socialist Party of America, und der Hauptteil der Schüler Londons halten diese Behauptung, Redbeard sei London, für falsch. Behauptungen dieser Art, Redbeard sei London, kamen oft von Satanisten; LaVey hielt ihn „für den wahrscheinlichsten Kandidaten“.

## Ausgaben
- Ragnar Redbeard: Might is right or the survival of the fittest. Wotansvolk, s. l. 1999 (Nachdr. d. Ausg. London 1910).
- Ragnar Redbeard: Might Is Right. Die Philosophie der Macht. Edition Esoterick, Siegburg 2009, ISBN 978-3-936830-31-6 (mit einem Vorwort von Anton Szandor LaVey und einem Nachwort von Peter H. Gilmore).